# Wołodymyr Wojtowycz
Wołodymyr Iwanowycz Wojtowycz (ur. 21 kwietnia 1954) – ukraiński działacz samorządowy, przewodniczący Wołyńskiej Rady Obwodowej (od 18 listopada 2010).
W 1975 ukończył Państwowy Instytut Pedagogiczny w Łucku, otrzymując dyplom nauczyciela języka i literatury ukraińskiej. Od 1978 do 1983 pracował jako nauczyciel i dyrektor szkoły. Od 1983 podjął pracę w rejonowej administracji.
W latach 2002–2006 był delegatem rady obwodowej.